# Església d'Abelia
L'església d'Abelia, dita també església de la Trinitat d'Abelia (en georgià: აბელიის სამების ეკლესია), és un edifici de l'Església ortodoxa georgiana del segle xiii, situada al municipi de TetriTsqaro, a la regió sud-central de Kvemo Kartli, Geòrgia. Amb un disseny simple d'una única nau, està situada als afores de l'actual poble d'Abeliani, anteriorment conegut com a Abelia. Una referència a la diarquia a Geòrgia sota el domini mongol que està en una inscripció al mur sud de l'església fa possible datar-ne la construcció en el període de 1250-1259. L'església és inscrita en la llista dels Monuments Culturals destacats de Geòrgia.

## Situació

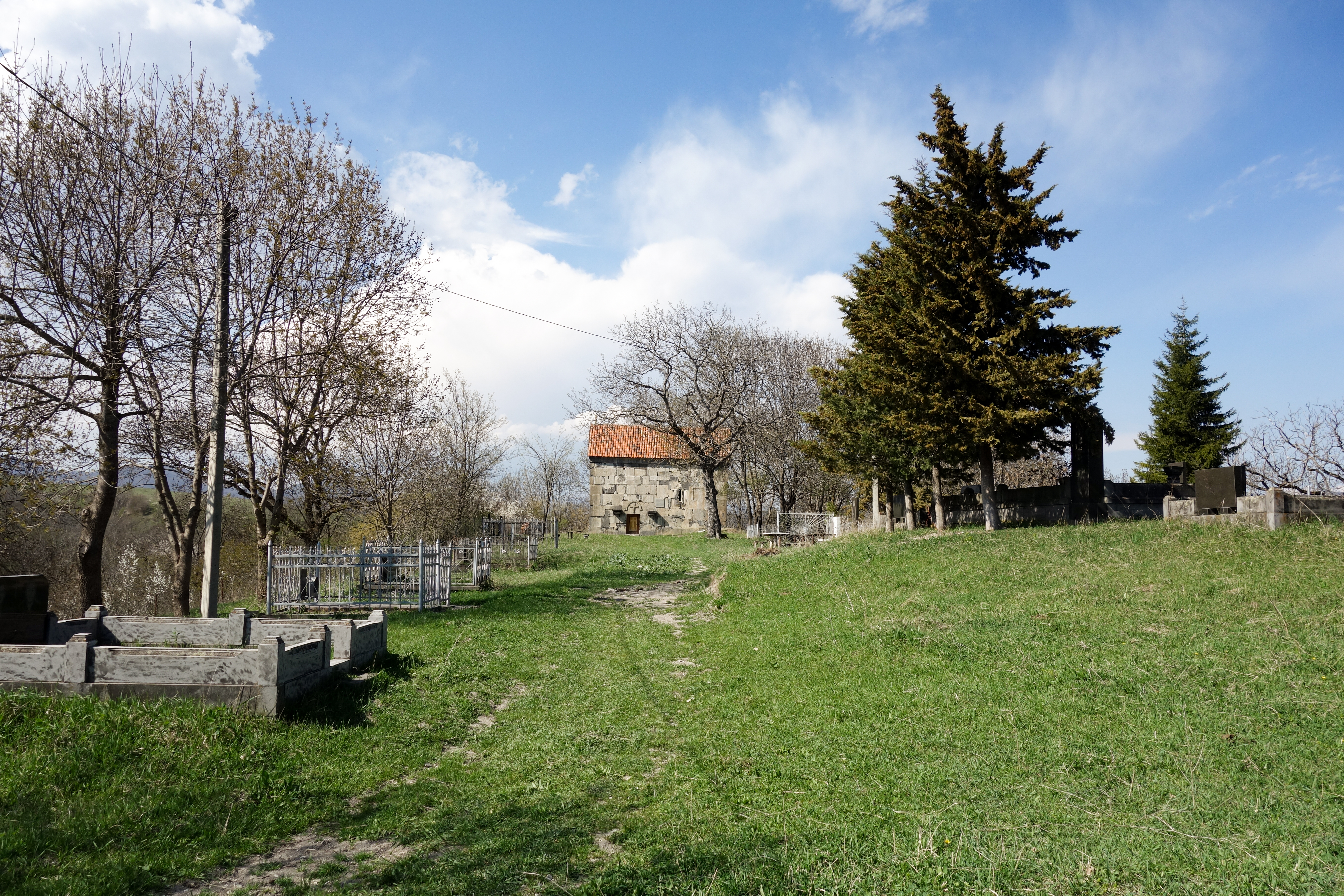
Vista general

L'església d'Abelia es troba als estreps de la muntanya Sameba, a la regió de Kvemo Kartli. Aquest lloc, esmentat per primera vegada com a Abelia en un document datat el 1580, ja estava poblat a la primeria de l'edat del bronze com ho demostren les excavacions arqueològiques de la dècada de 1950. El lloc també tenia una necròpoli als segles V i III aC amb artefactes de bronze, ferro i cristalleria, incloent-hi segells amb escenes de caça. L'àrea, tota deserta al segle xviii i posteriorment reclamada sobre manera per la seva natura, va ser visitada i les seves antiguitats, inclosa l'església d'Abelia, van ser descrites per primera vegada per l'erudit georgià Ekvtime Taqaishvili a començaments del 1900.

## Arquitectura

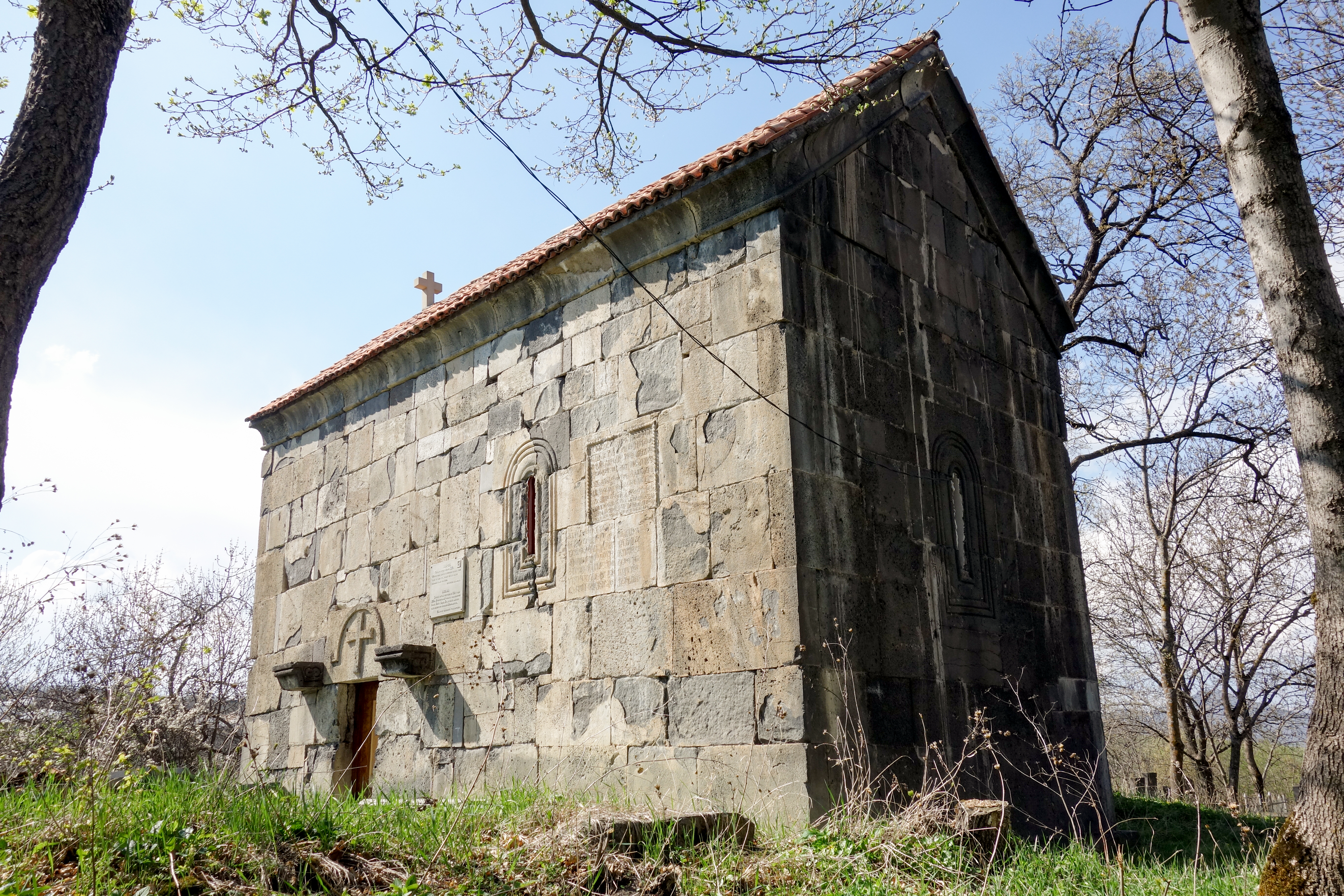
Façana sud i est

És una petita església d'una única nau que ha conservat la seva forma arquitectònica originària. Construïda amb grans blocs de dolerita porosa de color gris, i revestits amb pedra picada, llevat de la volta, que està feta amb restes d'altres ruïnes. Una sala allargada està dividida en dues cambres per un arc de suport central i acaba en un absis semicircular a l'est. L'absis s'estreny característicament cap al fons de la seva forma. L'única entrada és pel sud i cada paret, llevat de la septentrional, està perforada amb una única finestra. L'interior havia estat decorat amb pintures al fresc; amb el temps, la majoria se n'han anat esvaint. Les parets exteriors són molt pobres en decoració. A ambdós costats de la pedra de l'arquitrau hi ha dos suports prominents que probablement alguna vegada van recolzar arcs de la ja perduda superestructura. L'església va ser reconstruïda amb un programa finançat pel govern el 2006.

## Inscripció

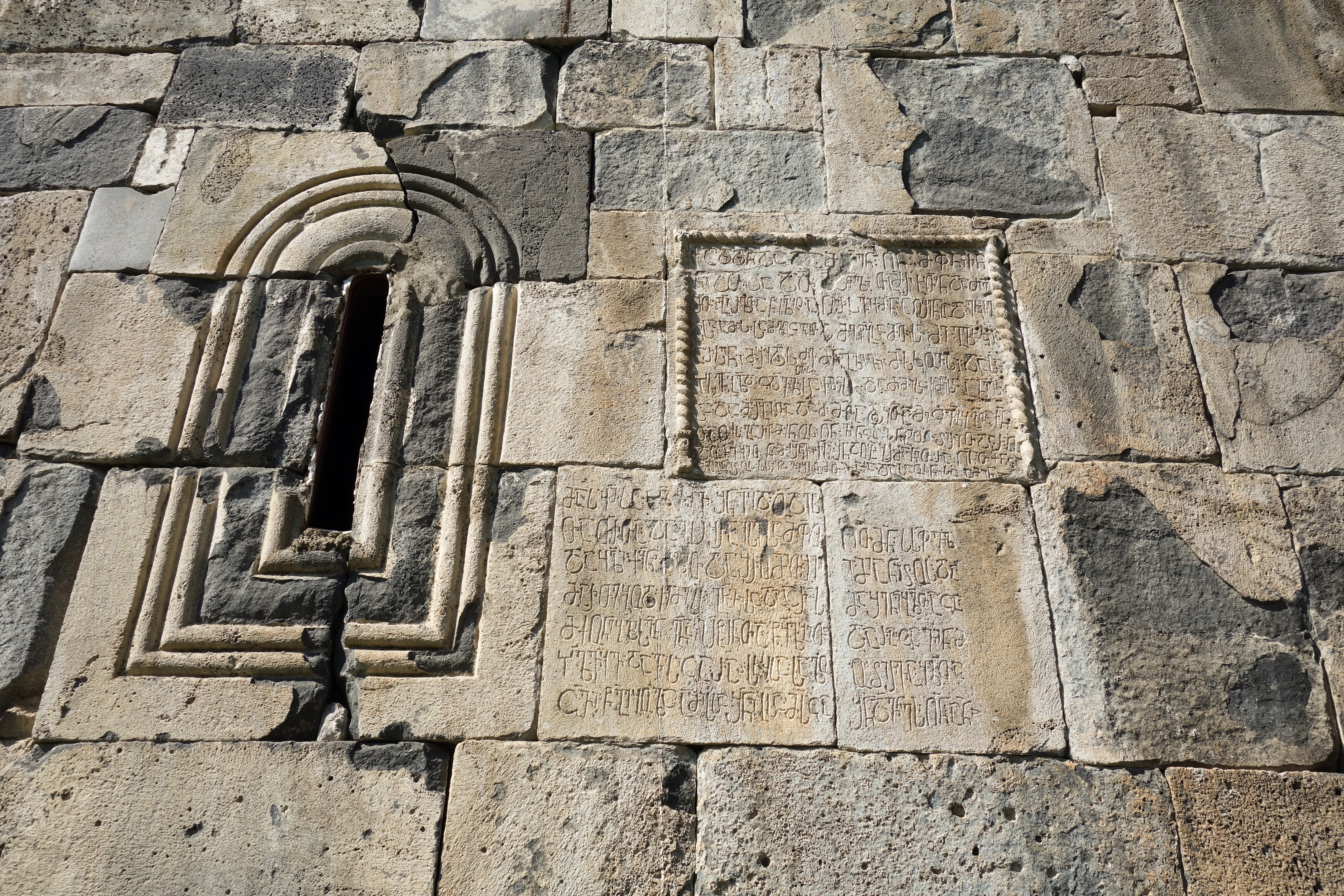
Inscripció a la façana sud.

La façana sud està decorada amb una llarga inscripció en lletra medieval georgiana asomtavruli, disposada en 23 línies horitzontals. La inscripció està feta a nom d'Arsen Mshuidaisdze, arquebisbe de Manglisi, i esmenta els reis corregents de Geòrgia, David VII de Geòrgia i David VI de Geòrgia, l'esposa de l'anterior, la reina Tamara-Khatun, i el seu fill Giorgi. Tamara era un nom cristià i reial de Jigda-Khatun, una princesa selyuqí o mongola d'origen. El text continua lamentant les dificultats que els constructors d'esglésies van haver de suportar en el moment en què «els tàrtars havien conquerit aquest regne i tot el país», una referència a la dominació mongola de Geòrgia.